# Liste der Nummer-eins-Hits in Ungarn (2001)
Dies ist eine Liste der Nummer-eins-Hits in Ungarn im Jahr 2001. Sie basiert auf der Top 40 album-, DVD- és válogatáslemez-lista der Magyar Hanglemezkiadók Szövetsége (Mahasz), dem ungarischen Vertreter der International Federation of the Phonographic Industry.

## Alben
| ← 2000 ← | Liste der Nummer-eins-Hits in Ungarn | Liste der Nummer-eins-Hits in Ungarn | Liste der Nummer-eins-Hits in Ungarn | 2002 → |
| \| Zeitraum \| Wo. ges. \| Interpret \| Titel \| Zusätzliche Informationen \| \| (Zeitraum, Wochen auf Platz eins, Interpret, Titel, zusätzliche Informationen) \| \| \| \| \| \| ------------------------------------------------------------------------------ \| -------- \| ------------------------- \| -------------------------- \| ---------------------------------------------------------------------------------------------------------------------------------------------------------------------------------------------------------------- \| \| 11. Dezember 2000 – 28. Januar 2001 7 Wochen \| 7 \| Zámbó Jimmy \| Karácsony Jimmyvel \| – \| \| 29. Januar 2001 – 18. Februar 2001 3 Wochen (insgesamt 7) \| 7 \| Zámbó Jimmy \| Dalban mondom el \| Nach dem Tod durch einen Schusswaffenunfall zu Jahresbeginn kehrte der Schlagersänger erst mit vier, dann mit neun und in der dritten Woche sogar mit allen 13 Alben auf die ersten 13 Plätze der Charts zurück. \| \| 19. Februar 2001 – 1. April 2001 6 Wochen \| 6 \| Tankcsapda \| Agyarország \| – \| \| 2. April 2001 – 8. April 2001 1 Woche \| 1 \| Zámbó Jimmy \| 1958–2001 \| – \| \| 9. April 2001 – 29. April 2001 3 Wochen \| 3 \| Zámbó Jimmy \| Csak a jók mennek el \| – \| \| 30. April 2001 – 20. Mai 2001 3 Wochen \| 3 \| Ganxsta Zolee és a Kartel \| Pokoli Lecke \| – \| \| 21. Mai 2001 – 24. Juni 2001 5 Wochen (insgesamt 6) \| 6 \| Sub Bass Monster \| Tovább is van, mondjam még \| – \| \| 25. Juni 2001 – 8. Juli 2001 2 Wochen (insgesamt 5) \| 5 \| Depeche Mode \| Exciter \| – \| \| 9. Juli 2001 – 15. Juli 2001 1 Woche (insgesamt 6) \| 6 \| Sub Bass Monster \| Tovább is van, mondjam még \| – \| \| 16. Juli 2001 – 5. August 2001 3 Wochen (insgesamt 5) \| 5 \| Depeche Mode \| Exciter \| – \| \| 6. August 2001 – 12. August 2001 1 Woche \| 1 \| Füstifecskék \| Minden út romába vezet \| – \| \| 13. August 2001 – 7. Oktober 2001 8 Wochen \| 8 \| Irigy Hónaljmirigy \| Flúgos Futam \| – \| \| 8. Oktober 2001 – 14. Oktober 2001 1 Woche \| 1 \| Republic \| A reklám után \| – \| \| 15. Oktober 2001 – 28. Oktober 2001 2 Wochen \| 2 \| Zorán \| Így alakult \| – \| \| 29. Oktober 2001 – 4. November 2001 1 Woche \| 1 \| (Soundtrack) \| Moulin Rouge \| – \| \| 5. November 2001 – 18. November 2001 2 Wochen \| 2 \| Nagyecsedi Fekete Szemek \| Bilincs a szívemen \| – \| \| 19. November 2001 – 27. Januar 2002 10 Wochen (insgesamt 16) \| 16 \| Márió \| A harmonikás \| – \| |                                      |                                      |                                      | |
| ← 2000 |                                      |                                      |                                      | → 2002 → |
| Zeitraum | Wo. ges.                             | Interpret                            | Titel                                | Zusätzliche Informationen |
| (Zeitraum, Wochen auf Platz eins, Interpret, Titel, zusätzliche Informationen) |                                      |                                      |                                      | |
| 11. Dezember 2000 – 28. Januar 2001 7 Wochen | 7                                    | Zámbó Jimmy                          | Karácsony Jimmyvel                   | – |
| 29. Januar 2001 – 18. Februar 2001 3 Wochen (insgesamt 7) | 7                                    | Zámbó Jimmy                          | Dalban mondom el                     | Nach dem Tod durch einen Schusswaffenunfall zu Jahresbeginn kehrte der Schlagersänger erst mit vier, dann mit neun und in der dritten Woche sogar mit allen 13 Alben auf die ersten 13 Plätze der Charts zurück. |
| 19. Februar 2001 – 1. April 2001 6 Wochen | 6                                    | Tankcsapda                           | Agyarország                          | – |
| 2. April 2001 – 8. April 2001 1 Woche | 1                                    | Zámbó Jimmy                          | 1958–2001                            | – |
| 9. April 2001 – 29. April 2001 3 Wochen | 3                                    | Zámbó Jimmy                          | Csak a jók mennek el                 | – |
| 30. April 2001 – 20. Mai 2001 3 Wochen | 3                                    | Ganxsta Zolee és a Kartel            | Pokoli Lecke                         | – |
| 21. Mai 2001 – 24. Juni 2001 5 Wochen (insgesamt 6) | 6                                    | Sub Bass Monster                     | Tovább is van, mondjam még           | – |
| 25. Juni 2001 – 8. Juli 2001 2 Wochen (insgesamt 5) | 5                                    | Depeche Mode                         | Exciter                              | – |
| 9. Juli 2001 – 15. Juli 2001 1 Woche (insgesamt 6) | 6                                    | Sub Bass Monster                     | Tovább is van, mondjam még           | – |
| 16. Juli 2001 – 5. August 2001 3 Wochen (insgesamt 5) | 5                                    | Depeche Mode                         | Exciter                              | – |
| 6. August 2001 – 12. August 2001 1 Woche | 1                                    | Füstifecskék                         | Minden út romába vezet               | – |
| 13. August 2001 – 7. Oktober 2001 8 Wochen | 8                                    | Irigy Hónaljmirigy                   | Flúgos Futam                         | – |
| 8. Oktober 2001 – 14. Oktober 2001 1 Woche | 1                                    | Republic                             | A reklám után                        | – |
| 15. Oktober 2001 – 28. Oktober 2001 2 Wochen | 2                                    | Zorán                                | Így alakult                          | – |
| 29. Oktober 2001 – 4. November 2001 1 Woche | 1                                    | (Soundtrack)                         | Moulin Rouge                         | – |
| 5. November 2001 – 18. November 2001 2 Wochen | 2                                    | Nagyecsedi Fekete Szemek             | Bilincs a szívemen                   | – |
| 19. November 2001 – 27. Januar 2002 10 Wochen (insgesamt 16) | 16                                   | Márió                                | A harmonikás                         | – |